# Julia (Newala)
Julia ist ein Verwaltungsbezirk (englisch Ward) des Distrikts Newala (TC) in der tansanischen Region Mtwara.

## Geografie
Julia liegt im Südosten von Tansania, es ist ein Bezirk im Osten der Distrikthauptstadt Newala. Er grenzt im Norden an Tulindane und Namiyonga, im Osten an Mahumbika und Makote, im Süden an Nanguruwe und im Westen an Mtonya und Luchingu. Bei der Volkszählung 2022 lebten 4160 Menschen in 1266 Haushalten auf einer Fläche von 15 Quadratkilometern.

## Gliederung
Der Bezirk besteht aus drei Stadtteilen (Mtaa):
- Julia
- Kilimahewa
- Mwanoha

## Infrastruktur
- Bildung: Die Dr. Alex Mtavala Secondary School ist eine staatliche weiterführende Tagesschule, die Jugendliche bis zur 4. Stufe ausbildet.[6]
- Verkehr: Durch den Bezirk verläuft die Mtwara-Mbamba-Bay-Road, eine nicht asphaltierte Regionalstraße die von Newala nach Osten über Tandahimba nach Mtwara führt.[7][8]